# Административное деление Кемерова
Город Кемерово, административный центр одноимённой области, состоит из пяти внутригородских районов, не являющихся муниципальными образованиями: Заводский — на левом берегу Томи в юго-западной части города, Кировский — на правом берегу Томи в северо-западной части города, Ленинский — на левом берегу Томи в юго-восточной части города, Рудничный — на правом берегу Томи в северной части города, Центральный — на левом берегу Томи в центральной части города.
В рамках административно-территориального устройства области Кемерово является городом областного подчинения; в рамках муниципально-территориального устройства в его границах образовано муниципальное образование Кемеровский городской округ с единственным населённым пунктом в его составе.

## Районы
Самый большой из районов по численности населения — Заводский район, по размеру территории — Рудничный район. Исторический центр города до открытия месторождения угля находился в Кировском районе. После открытия Красной горки — в Рудничном районе, в пределах Красной горки и Логового шоссе. Административный и деловой центр города находится в Центральном районе. Промзона города располагается в Заводском, Кировском и Рудничном районе.
| Район       | Площадь, км² | Население, чел. 2021 | Код ОКАТО  |
| ----------- | ------------ | -------------------- | ---------- |
| Заводский   | 86,6         | ↘152 333             | 32 401 362 |
| Кировский   | 70           | ↘56 300              | 32 401 364 |
| Ленинский   | 22           | ↘138 828             | 32 401 365 |
| Рудничный   | 91,2         | ↗106 049             | 32 401 367 |
| Центральный | 12,5         | ↗103 609             | 32 401 370 |

## Микрорайоны
В городе имеется 8 территориальных управлений, соответствующие районам города (Ленинский; Заводский; Центральный; Кировский; Рудничный), а также микрорайонам (жилым районам): Ягуновский и Пионер (с 1996 до 2003 годы были в собственно ТУ Заводского района); Лесная Поляна (основано с 2008 года, относится к Рудничному району), Кедровка и Промышленновский (также относятся к Рудничному району).
В городе имеются Центры по работе с населением 

## История
К 1939 году город Кемерово был разделён на три района: Рудничный, Кировский и Центральный, последний из которых был утверждён Указом Президиума Верховного Совета РСФСР от 15 марта 1941 года. 26 марта 1945 года специальным правительственным Указом за счёт части Центрального района был образован четвёртый район города — Заводский 5 апреля 1978 года Указом Президиума Верховного Совета РСФСР на новых осваиваемых прилегающих землях был образован пятый район города — Ленинский.